# A Carolina
"A Carolina" é um soneto escrito por Machado de Assis à época da morte de sua esposa, Carolina Augusta Xavier de Novais. O soneto é considerado a melhor peça de sua obra poética. Manuel Bandeira afirmara, anos mais tarde, que é uma das peças mais comoventes da literatura brasileira.

## O soneto
Querida! Ao pé do leito derradeiro,
em que descansas desta longa vida,
aqui venho e virei, pobre querida,
trazer-te o coração de companheiro.
Pulsa-lhe aquele afeto verdadeiro
que, a despeito de toda a humana lida,
fez a nossa existência apetecida
e num recanto pôs um mundo inteiro...
Trago-te flores – restos arrancados
da terra que nos viu passar unidos
e ora mortos nos deixa e separados;
que eu, se tenho, nos olhos mal feridos,
pensamentos de vida formulados,
são pensamentos idos e vividos.